# Barrevoetestraat
De Barrevoetestraat, tot 1885 Barrevoetesteeg is een straat in de Noord-Hollandse stad Haarlem. De straat is gelegen binnen het stadsdeel Haarlem-Centrum, in de wijk Oude Stad en in de buurt de Vijfhoek. De straat loopt in oost-westelijke richting en verbindt de Botermarkt met de Gedempte Voldersgracht. In het verlengde van de straat ligt de Keizerstraat.
De straat is vernoemd naar barrevoetssusteren, dit waren de zusters van het voormalig Claraklooster dat net ten zuiden van de straat gestaan zou moeten hebben. Aan de Barrevoetestraat bevindt zich nog het Hofje van Loo en het Wijnbergshofje beide een rijksmonument.
Tot 1885 was er sprake van een smalle Barrevoetesteeg. De straat werd dat jaar verbreed in noordelijke richting, hierbij moesten onder andere de toegangspoort en drie woningen van het Hofje van Loo aan de straatkant worden gesloopt.